# Shai Gilgeous-Alexander
Shaivonte Aician Gilgeous-Alexander (født 12. juli 1998), ofte kaldet ved sine initialer SGA, er en canadisk professionel basketballspiller, som spiller for NBA-holdet Oklahoma City Thunder. Han har vundet NBA Most Valuable Player en gang i sin karriere, og været på All-Star holdet tre gange.

## Klubkarriere

### Los Angeles Clippers
Gilgeous-Alexander blev draftet med det 11. valg i 2018 draften af Charlotte Hornets, men blev sendt til Los Angeles Clippers den samme dag. Han havde en produktiv debutsæson, hvor han scorede 10,8 point per kamp.

### Oklahoma City Thunder

#### Første år
Gilgeous-Alexander blev den 10. juli 2019 sendt til Oklahoma City Thunder, som del af en aftale der sendte Paul George til Clippers. Han fik den 13. januar sin første triple-double, da han scorede 20 point, lavede 10 assist og greb 20 rebounds i en kamp imod Minnesota Timberwolves.
SGA fortsatte sit gode spil ind i 2020-21 sæsonen, og scorede den 24. februar 2021 42 point i en kamp imod San Antonio Spurs. Hans sæson sluttede dog i marts, da han led en fodskade. Han vendte tilbage i 2021-22 sæsonen, og spillede sit bedste basketball til dato, da han scorede 27 point per kamp. Han blev dog igen ramt af skade i marts 2022.

#### All-Star
Gilgeous-Alexander vendte tilbage i 2022-23 sæsonen. Han blev i sæsonen inkluderet på sit første All-Star hold. Han blev her etableret som en af ligaens bedste spillere, og med 31,4 point per kamp i sæsonen, blev han kun den tredje spiller i Thunders historie til at score 30+ point per kamp i en sæson efter Kevin Durant og Russell Westbrook. Han blev ved sæsonens udgang inkluderet i First Team All-NBA, som er de fem bedste spillere i den forrige sæson.
Han fortsatte det gode spil i 2023-24 sæsonen, og blev igen inkluderet på All-Star holdet, denne gang som en af de fem startende spillere. Han sluttede i sæsonen på andenpladsen i Most Valuable Player afstemningen bag Nikola Jokić, og blev igen inkluderet på First Team All-NBA.

#### MVP og mesterskab
Gilgeous-Alexander scorede den 22. januar 2025 54 point i en kamp imod Utah Jazz, hvilke var første gang han scorede 50+ i en kamp. Han sluttede sæsonen som ligaens topscorer, med 32,7 point per kamp i løbet af sæsonen. Han blev ved sæsonens udgang kåret som Most Valuable Player for første gang i sin karriere. I slutspillet ledte han Thunder til finalerne, hvor at de mødte Indiana Pacers. Han ledte her Thunder til at vinde deres første mesterskab i en højintens syvkampserie, og han blev herpå kåret som Finals MVP.